# Carex ginsiensis
Carex ginsiensis là một loài thực vật có hoa trong họ Cói. Loài này được Waisb. mô tả khoa học đầu tiên năm 1905.